# 迪隆遊鰾條鰍
迪隆遊鰾條鰍（學名：Physoschistura dikrongensis），為輻鰭魚綱鯉形目條鰍科遊鰾條鰍屬的其中一種。分布於亞洲印度阿魯納查邦布拉瑪普特拉河流域，體長可達5.2公分，棲息在河川底層水域，生活習性不明。

## 扩展阅读
維基物種上的相關：迪隆遊鰾條鰍